# ایبرگن
ایبرگن (به هلندی: Eibergen) یک منطقهٔ مسکونی در هلند است که در برکل‌لاند واقع شده‌است. ایبرگن ۱۱۷٫۵۶ کیلومتر مربع مساحت و ۱۶٬۶۲۶ نفر جمعیت دارد.